# Веселовка (Дмитровская сельская община)
Веселовка (укр. Веселівка) — бывшее село в Дмитровской сельской общине Кропивницкого района Кировоградской области Украины.
До 2020 года входило в Знаменский район
Население по переписи 2001 года составляло 8 человек. Почтовый индекс — 27420. Телефонный код — 5233. Занимает площадь 4,32 км². Код КОАТУУ — 3522281902.
Снято с учёта решением Кировоградского областного совета от 13 июня 2022 года